# Videoconferència
La videoconferència és la comunicació de vídeo i al mateix temps so. En telefonia mòbil es denomina UMTS (Universal Movil Telecomunication System), com a servei vinculat a les grans companyies solament es troba disponible en Estats Units i part d'Europa, però mitjançant internet es troba a l'abast de tothom amb accés a la xarxa amb amplada de banda suficient.
La videoconferència és un mitjà pel qual els individus es poden trobar cara a cara i en temps real per a parlar. Es necessita un ordinador amb un software, una càmera de vídeo i una connexió a Internet de bona qualitat.
La videoconferència permet a un grup de persones ubicades en llocs distints dur a terme reunions com si estigueren en la mateixa sala. És una combinació tecnològica d'àudio, vídeo i xarxes de comunicació que serveix perquè grups o individus puguen trobar-se cara a cara en un temps real per interaccionar. És un sistema de comunicació dissenyat per a portar a terme trobades a distància, el qual, ens permet la interacció visual, auditiva i verbal amb persones de qualsevol part del món; sempre que els llocs web a distància tenguin equips compatibles i un enllaç de transmissió entre ells.
Amb la videoconferència podem compartir aplicacions, intercanviar punts de vista, mostrar i veure tota mena de documents, dibuixos, gràfics, fotografies, imatges d'ordinador, vídeos, en el mateix moment; amb el fi de crear, visualitzar i modificar arxius de forma simultània; sense necessitat que ell o els participants hagin de traslladar-se al lloc en què s'estigui realitzant l'esdeveniment.
Existeixen dos criteris per a classificar les videoconferències: segons el nombre de punts de connexió i segons el format tècnic.

## La videoconferència com a ferramenta d'aprenentatge
Es tracta d'una ferramenta com més possibilitats per als docents perquè podem ser capaços de veure des de la nostra aula aquelles coses o llocs als que no podem anar, ampliant els nostres horitzons. Podem tindre a l'aula experts d'altres llocs, llengües o cultures per a millorar a la seua experiència i saber els procés d'ensenyança-aprenentatge